# Fercé-sur-Sarthe
Fercé-sur-Sarthe é uma comuna francesa na região administrativa do País do Loire, no departamento de Sarthe. Estende-se por uma área de 12.2 km². Em 2010 a comuna tinha 606 habitantes (densidade: 49,7 hab./km²).